# Jerzy Niemojowski
Jerzy Niemojowski (ur. 8 grudnia 1918 w Nowym Sączu , zm. 31 marca 1989 w Londynie) – polski poeta oraz tłumacz literatury iberoamerykańskiej i anglosaskiej .

## Życiorys
W Nowym Sączu uczęszczał do gimnazjum im. Jana Długosza o profilu klasycznym. W 1937 (jeszcze pod nazwiskiem Jerzy Kłosowski) wraz ze szkolnymi kolegami: Henrykiem Einhornem oraz Zdzisławem Wróblewskim założył grupę literacko-artystyczną „Przełęcz” i redagował pismo młodzieży  nowosądeckiej Zew Gór. Następnie studiował na Wydziale Prawa Uniwersytetu Jagiellońskiego . Należał do Klubu Młodych Artystów Krakowa, skupionych wokół pisma Nasz Wyraz, na którego łamach publikował swoje wiersze (1938). W 1939 roku jako ochotnik przystąpił do kampanii wrześniowej. W latach 1940–1943 był działaczem podziemia na Podhalu. W marcu 1943 został aresztowany przez Gestapo. Do 1945 był więźniem obozów koncentracyjnych Heidelager (Pustków), Sachsenhausen (obecnie dzielnica Oranienburga w Brandenburgii) i Mittelbau-Dora w Turyngii . W czasie ewakuacji obozu Dora przez Niemców, zbiegł i zmienił nazwisko na Niemojowski. Do 1947 roku przebywał w amerykańskiej strefie okupacyjnej w Niemczech, gdzie nakładem Związku Wychodźstwa w Hanowerze ogłosił swoje pierwsze zbiory poezji i prozy.
W 1947 wyemigrował do Wielkiej Brytanii, gdzie ukończył Szkołę Handlu Zagranicznego w Londynie  oraz studiował na Wydziale Ekonomicznym Uniwersytetu Londyńskiego. Od 1951 r. pracował jako urzędnik kolei brytyjskich i działacz związków zawodowych. Równolegle publikował swoją poezję i przekłady z angielskiego, hiszpańskiego i portugalskiego. Jednym z najważniejszych przekładów było tłumaczenie poematów T.S Eliota, wydane wraz z własnym esejem pt. „Teoretyczne rozważania i praktyka przekładu poetyckiego”, ważnym dla poznania poetyckich założeń Niemojowskiego. Przez pewien czas związany z londyńską grupą poetycką „Kontynenty”. Jego liryki zamieszczono w antologii tej grupy „Opisane z pamięci”. Pierwsze książki drukował w Hannowerze, wśród nich – dramat wierszem „Wyszywane orłami”.
W 1938 napisał zaginiony „Taniec z pochodniami”. W 1949 powstała „Anita”, wyróżniona w 1953 na konkursie w Chicago. Dwie pierwsze sztuki „na tematy polskie” miały korespondować z dwoma sztukami „na tematy antyczne”, niedokończoną „Ismeną” i projektowaną „Tragedią pana Minotaura z Knossos”. „Anita” to wydobyty z rękopisu, nigdy nie grany, „utwór wysoce kontrowersyjny”, tragedia w typie Eliotowskim, rygorystycznie przestrzegająca jedności czasu, miejsca i akcji, napisana białym trzynastozgłoskowcem. Pracował również nad antologią wierszy poetów-kombatantów z II wojny światowej. Nie została ona wydana, jego pracę przerwała nagła śmierć w 1989.
Członek Związku Pisarzy Polskich na Obczyźnie.

## Twórczość
- Zmartwychwstanie zabitych. Nivola Hanower, 1946[1]
- Wyszywane orłami: Dramat, 1946[1]
- Najkosztowniejszy poemat, Hanower, 1946[1]
- Karta poetycka, Londyn, 1955
- Źrenice. Dwa arkusze poezji 1956[1]
- Epigramaty, Londyn, Oficyna Poetów i Malarzy, 1963[1]
- Opisane z pamięci, Warszawa 1965, PIW, opr. A. Lam – wybrane liryki
- Koncert na głos kobiecy, Warszawa: „Czytelnik”, 1967[1]
- Karnet indygowłosej, Kraków, Wydawnictwo Literackie, 1970[1]
- Appassionata, Czytelnik 1971[1]
- Wiersze wczesne wybrane, wybór i wstęp Ryszard Matuszewski, Warszawa, „Czytelnik”, 1983[1]
- Kawalkady piekła, Kraków/Wrocław: Wydaw. Literackie, 1985
- Posępne wina, Warszawa: „Czytelnik”, 1993
- Rdzeniom goryczy, Warszawa: „Czytelnik”

## Tłumaczenia
- Maska i pieśń: antologia poezji, Ezra Pound, Monachium: Elisabeth Kottmeier i Igor J. Kostecki, 1960[1]
- Ewokacje: krótka antologia poezji Ameryki Iberyjskiej, Warszawa: Państwowy Instytut Wydawniczy, 1968[1]
- Szkice krytyczne, wybrała, przeł. i wstępem opatrzyła Maria Niemojowska, ‬wiersze przeł. Jerzy Niemojowski, Edward Porębowicz‬, Warszawa: Państwowy Instytut Wydawniczy, 1972
- Surowe sonety, Igor Kostecki, 1976[1]
- Poematy, Thomas Stearns Eliot, przekł. i szkic o teorii i praktyce przekładu poetyckiego Jerzego Niemojowskiego., Londyn: nakładem prywatnym, 1978[1]